# Штиоуи, Рафаа
Рафаа Штиоуи (араб. رافع الشتيوى‎, фр. Rafaâ Chtioui, род. 26 января 1986, Тунис) — тунисский шоссейный велогонщик. Участник Олимпийских игр 2008 года в Пекине.

## Карьера
Представлял свою страну на Летних Олимпийских играх 2008 года в Пекине. В групповой гонке занял 87-е место проиграв чуть больше 39 минут победителю, испанцу Самуэлю Санчеса.
В 2010 году он присоединился к итальянской команде Acqua & Sapone-D'Angelo & Antenucci, став первым профессиональным тунисским велогонщиком после Али Неффати. В этом же году принял участие в Париж — Рубе, сумев финишировать на ней.
В 2012 году он перешёл во французскую команду Team Europcar. В её составе стал вторым на Ля Ру Туранжель и десятым на Хел ван хет Мергелланд. Снова принял участие в Париж — Рубе, но на этот раз не сумел её закончить.
В 2014 году стал членом команды Skydive Dubai Pro Cycling, которая позже сменила название на Skydive Dubai Pro Cycling Team–Al Ahli Club.

## Достижения
2004
Prix des Vins Henri Valloton juniors
2-й на Чемпионат мира — групповая гонка (юниоры)
2-й на Sierre-Loye
2005
Prix des Vins Henri Valloton
 Чемпионат Африки — индивидуальная гонка
2-й на Tour du Pays de Gex
2006
3-й этап Тур Марокко
2-й на Бурк—Арбан—Бурк
2007
 Чемпион арабских стран по велоспорту — индивидуальная гонка
 Панарабские игры — индивидуальная гонка
 Панарабские игры — командная гонка
1-й этап Тур Египта
1-й этап Тур Савойи
4-й этап Тур Марокко
5-й этап Тур де л’Авенир
3-й этап Тур Аэропортов
2008
1-й на Гран-при Эль-Хаура
2-й на Кубок губернатора Малакки
2009
 Чемпион арабских стран по велоспорту — индивидуальная гонка
 Чемпион арабских стран по велоспорту — командная гонка (с Карим Джендоуби, Ахмед Мраихи и Махер Хаснауи)
2-й этап Тур Сингкарака
5-й этап Тур Сербии
2010
 Чемпион арабских стран по велоспорту — групповая гонка
 Чемпион арабских стран по велоспорту — индивидуальная гонка
 Чемпион Туниса — групповая гонка
2011
 Панарабские игры — индивидуальная гонка
2012
 Чемпионат Африки — командная гонка
2-й на Ля Ру Туранжель
3-й на Круг Уаза
6-й на Чемпионат Африки — индивидуальная гонка
2013
 Чемпион Туниса — групповая гонка
 Чемпион Туниса — индивидуальная гонка
1-й на Вызов принца - Трофей юбилея
2-й на Вызов принца - Трофей принца
2014
 Чемпион Туниса — групповая гонка
Джелаях Малайзия
1-й в генеральной классификации
1-й этап
2015
 Чемпион Туниса — групповая гонка
 Чемпион Туниса — индивидуальная гонка
Тропикале Амисса Бонго
1-й в генеральной классификации
1-й и 2-й этапы
2-й этап на Тур Японии
4-й этап Тур озера Тайху